# 比洛霍里夫卡
比洛霍里夫卡（烏克蘭語：Білогорівка，羅馬化：Bilohorivka，發音：[b⁽ʲ⁾iɫoˈɦɔr⁽ʲ⁾iu̯kɐ]），或称别洛戈罗夫卡（羅馬化：Belogorovka），是乌克兰東部盧甘斯克州北顿涅茨克区利西昌斯克市镇内的鎮，2020年7月18日前隶属于波帕斯納區。2025年遭俄罗斯佔領，俄方將該定居點劃為卢甘斯克人民共和国的市级镇。該鎮位於頓涅茨河畔，面積3.26平方公里，海拔高度86米，2022年人口数量为808人，人口密度每平方公里248人。

## 历史

### 俄乌战争
2022年5月7日，當地的學校和文化中心遭到俄羅斯空襲後失火，至少造成2人死亡。5月8日至12日北頓涅茨河戰役期间，該鎮境內的70辆俄軍軍車（轻型装甲车、工程车等）被摧毁。7月3日，該鎮被俄軍佔領。9月4日至9月10日期間，該鎮被烏克蘭收復，9月19日盧甘斯克州長谢尔盖·盖达伊表示烏克蘭軍隊已經完全控制了該鎮。
俄军声称于2023年2月3日再度攻占该镇，但截至目前乌克兰军队仍然控制着该镇。2024年5月20日，該城鎮除西南部的礦山地區外，其餘部分再度由俄羅斯軍隊控制。
2025年2月，俄罗斯声称占领该镇，乌克兰军方记者承认该镇及西边的矿场失陷，但乌克兰军方仍守在该镇郊外的主要阵地。